# Pikutkowo
Pikutkowo – wieś w Polsce położona w województwie kujawsko-pomorskim, w powiecie włocławskim, w gminie Brześć Kujawski.
Według Narodowego Spisu Powszechnego (III 2011 r.) liczyła 292 mieszkańców. Jest ósmą co do wielkości miejscowością gminy Brześć Kujawski.
W pobliżu Pikutkowa znajduje się największe w powiecie włocławskim składowisko odpadów, prowadzone przez Regionalny Zakład Utylizacji Odpadów Komunalnych w Machnaczu.
We wsi znajduje się zabytkowy dwór wzniesiony w 1900 r. dla Franciszka Kapuścińskiego.
Do 1921 roku istniała gmina Pikutkowo. W latach 1954-1959 wieś była siedzibą gromady Pikutkowo, po jej zniesieniu była w gromadzie Falborz.
W latach 1975–1998 miejscowość administracyjnie należała do województwa włocławskiego.
Gospodarka
Zakłady norweskiej firmy Kongsberg Automotive, produkcja podzespołów dla motoryzacji (od 2018).